# Tetramesa cylindrica
Tetramesa cylindrica is een vliesvleugelig insect uit de familie Eurytomidae. De wetenschappelijke naam werd voor het eerst geldig gepubliceerd in 1891 door Schlechtendal als Isosoma cylindricum.